# Pensieri corti
Pensieri corti è il secondo album solista di Fabrizio Zanotti, realizzato nel 2010.

## Tracce
1. Chini Marco (testo e musica di Fabrizio Zanotti)
2. Barack Obama (testo di Fabrizio Zanotti e Valentina La Barbera e musica di Fabrizio Zanotti)
3. Pensieri corti (testo e musica di Fabrizio Zanotti)
4. L'ascensorista (testo di Fabrizio Zanotti e Valentina La Barbera e musica di Fabrizio Zanotti)
5. Musicalenta (testo e musica di Fabrizio Zanotti)
6. L'universo che ora dorme (testo e musica di Fabrizio Zanotti)
7. Quieta la mente (testo di Fabrizio Zanotti e Valentina La Barbera e musica di Fabrizio Zanotti)
8. Mezzospago (ode al sud) (testo e musica di Fabrizio Zanotti)
9. Ho visto Nina volare (testo e musica di Fabrizio De André e Ivano Fossati)
10. La storia continua (testo di Fabrizio Zanotti e Valentina La Barbera e musica di Fabrizio Zanotti)

## Musicisti
- Fabrizio Zanotti: voce, chitarra acustica, chitarra elettrica, charango, kazoo e cori
- Enrico Perelli: pianoforte, tastiere e fisarmonica
- Davide Ronfetto: basso elettrico e contrabbasso
- Daniele Pavignano: batteria

### Altri musicisti
- Federica Biribicchi: violino nei brani "Chini Marco", "Musicalenta", "L'universo che ora dorme", "Mezzospago"